# John Ryan (Schwimmer)
John Sydney Ryan (* 23. Februar 1944 im Bundesstaat New South Wales) ist ein ehemaliger australischer Schwimmer. Er gewann bei Olympischen Spielen eine Bronzemedaille und bei Commonwealth Games eine Goldmedaille.

## Sportliche Karriere
Bei den Olympischen Spielen 1964 in Tokio trat Ryan in drei Wettbewerben an. Über 100 Meter Freistil schied er als Letzter seines Zwischenlaufs aus. In der 4-mal-100-Meter-Freistilstaffel erreichten die Australier mit der zweitschnellsten Vorlaufzeit das Finale. Dort siegte die Staffel aus den Vereinigten Staaten vor der deutschen Staffel, dahinter schlugen die Australier als Dritte an. In Vorlauf und Endlauf schwammen David Dickson, Peter Doak, John Ryan und Robert Windle. Zum Abschluss der Wettkämpfe wurde die 4-mal-200-Meter-Freistilstaffel ausgetragen. Im Vorlauf schwammen Peter Doak, John Ryan, John Konrads und David Dickson die achtschnellste Zeit. Im Finale siegte wieder die US-Staffel vor den Deutschen, Bronze ging an die japanische Staffel. Etwa zwei Sekunden hinter den Japanern wurden David Dickson, Allan Wood, Peter Doak und Robert Windle Vierte.
Bei den British Empire and Commonwealth Games 1966 in Kingston, Jamaika, siegte über 110 Yards Freistil Michael Wenden vor dem Schotten Robert McGregor und David Dickson. 0,3 Sekunden hinter Dickson schlug Ryan als vierter Schwimmer und drittbester Australier an. Die 4-mal-110-Yards-Freistilstaffel mit David Dickson, John Ryan, Robert Windle und Michael Wenden gewann mit 6,7 Sekunden vor den Kanadiern.